# Cryptocentroides insignis
Cryptocentroides insignis és una espècie de peix de la família dels gòbids i de l'ordre dels perciformes.

## Morfologia
- Els mascles poden assolir 8,6 cm de longitud total.
- Les femelles tenen nombroses taques de color vermell i els mascles de color blau.[5][6]

## Hàbitat
És un peix de clima tropical i associat als esculls de corall.

## Distribució geogràfica
Es troba al Pacífic occidental: des de Java fins a Salomó, les Illes Yaeyama i Pohnpei (la Micronèsia).

## Observacions
És inofensiu per als humans.